# San Miguel de Aguayo
San Miguel de Aguayo är en kommun i Spanien. Den ligger i den autonoma regionen Kantabrien i norra delen av landet, 300 km norr om huvudstaden Madrid. Antalet invånare är 168 (2024). San Miguel de Aguayo ligger vid sjön Presa de Alsa.